# 橘知任
橘 知任（たちばな の ともとう、永仁6年（1298年） - 延文6年/正平16年（1361年）3月27日）は、鎌倉時代から南北朝時代にかけての公卿。橘氏長者。

## 経歴
- 年月日不詳 - 従五位下。従五位上。三河守。
- 建武2年（1335年） - 木工頭。
- 建武4年（1337年） - 正五位下。
- 暦応3年/興国元年（1340年） - 従四位下。
- 貞和4年/正平3年（1348年） - 従四位上。
- 観応2年/正平6年（1351年） - 刑部卿。
- 文和4年/正平10年（1355年） - 正四位下。
- 延文3年/正平13年（1358年） - 従三位、前刑部卿。
- 延文6年/正平16年（1361年）3月27日 - 薨去。

## 系譜
- 父：橘知顕（刑部卿）
- 兄弟：知康
- 子：知兼（刑部少輔）
- 子：以繁（従三位、刑部卿）
- 子：知定（兵部少輔）
- 子：知忠（中務少輔）